# III. regionalna nogometna liga Varaždin 1983./84.
III. regionalna nogometna liga Varaždin ( Regionalna liga Varaždin; Liga Regije Varaždin-Čakovec ) za sezonu 1983./84. je predstavljala ligu četvrtog stupnja nogometnog prvenstva Jugoslavije. 
 
U natjecanju je sudjelovalo je 14 klubova,  prvak je bio "Trnje" iz Trnovca. 

## Ljestvica
| mj. | klub                     | ut. | pob. | ner. | por. | gol+ | gol- | bod     |
| --- | ------------------------ | --- | ---- | ---- | ---- | ---- | ---- | ------- |
| 1.  | Trnje Trnovec            | 26  | 17   | 7    | 2    | 67   | 19   | 41      |
| 2.  | Crvena zvijezda Sračinec | 26  | 18   | 2    | 6    | 56   | 19   | 38      |
| 3.  | Partizan Strahoninec     | 26  | 14   | 8    | 4    | 57   | 29   | 36      |
| 4.  | Polet Pribislavec        | 26  | 12   | 8    | 6    | 45   | 22   | 32      |
| 5.  | Zelengaj Kućan Donji     | 26  | 10   | 7    | 9    | 46   | 44   | 27      |
| 6.  | Dubravka Turčin          | 26  | 9    | 9    | 8    | 38   | 36   | 27      |
| 7.  | Spartak Mala Subotica    | 26  | 8    | 11   | 7    | 38   | 37   | 27      |
| 8.  | BSK Belica               | 26  | 8    | 7    | 11   | 20   | 29   | 33      |
| 9.  | Graničar Kotoriba        | 26  | 7    | 7    | 12   | 46   | 55   | 21      |
| 10. | Udarnik Kućan Gornji     | 26  | 8    | 7    | 11   | 43   | 55   | 21 (-2) |
| 11. | Podravina Ludbreg        | 26  | 8    | 5    | 13   | 30   | 45   | 21      |
| 12. | Mladost Derma Varaždin   | 26  | 8    | 5    | 13   | 33   | 62   | 21      |
| 13. | Sloboda Varaždin         | 26  | 5    | 7    | 14   | 32   | 48   | 15 (-2) |
| 14. | Borac Nedelišće          | 26  | 2    | 6    | 18   | 25   | 76   | 10      |

## Rezultatska križaljka
| kratica | klub                     | BOR | BSK | CRZ | DUB | GRA | MLD | PAR | POD | POL | SLO | SPA | TRNJ | UDA | ZEL |
| --- | ------------------------ | --- | --- | --- | --- | --- | --- | --- | --- | --- | --- | --- | ---- | --- | --- |
| BOR | Borac Nedelišće          |     |     |     |     |     |     |     |     |     |     |     |      |     |     |
| BSK | BSK Belica               |     |     |     |     |     |     |     |     |     |     |     |      |     |     |
| CRZ | Crvena zvijezda Sračinec |     |     |     |     |     |     |     |     |     |     |     |      |     |     |
| DUB | Dubravka Turčin          |     |     |     |     |     |     |     |     |     |     |     |      |     |     |
| GRA | Graničar Kotoriba        |     |     |     |     |     |     |     |     |     |     |     |      |     |     |
| MLD | Mladost Derma Varaždin   |     |     |     |     |     |     |     |     |     |     |     |      |     |     |
| PAR | Partizan Strahoninec     |     |     |     |     |     |     |     |     |     |     |     |      |     |     |
| POD | Podravina Ludbreg        |     |     |     |     |     |     |     |     |     |     |     |      |     |     |
| POL | Polet Pribislavec        |     |     |     |     |     |     |     |     |     |     |     |      |     |     |
| SLO | Sloboda Varaždin         |     |     |     |     |     |     |     |     |     |     |     |      |     |     |
| SPA | Spartak Mala Subotica    |     |     |     |     |     |     |     |     |     |     |     |      |     |     |
| TRNJ | Trnje Trnovec            |     |     |     |     |     |     |     |     |     |     |     |      |     |     |
| UDA | Udarnik Kućan Gornji     |     |     |     |     |     |     |     |     |     |     |     |      |     |     |
| ZEL | Zelengaj Kućan Donji     |     |     |     |     |     |     |     |     |     |     |     |      |     |     |
| |                          |     |     |     |     |     |     |     |     |     |     |     |      |     |     |
| podebljan rezultat - utakmice od 1. do 13. kola (1. utakmica između klubova) rezultat normalne debljine - utakmice od 14. do 26. kola (2. utakmica između klubova) rezultat nakošen - nije vidljiv redoslijed odigravanja međusobnih utakmica iz dostupnih izvora rezultat smanjen * - iz dostupnih izvora nije uočljiv domaćin susreta prekrižen rezultat - poništena ili brisana utakmica p - utakmica prekinuta 3:0 p.f. / 0:3 p.f. - rezultat 3:0 bez borbe |                          |     |     |     |     |     |     |     |     |     |     |     |      |     |     |